# Synemon maja
Synemon maja is een vlinder uit de familie Castniidae. De wetenschappelijke naam van de soort is voor het eerst geldig gepubliceerd in 1911 door Embrik Strand.
De soort komt voor in het Australaziatisch gebied.

## Synoniemen
- Synemon gerda Strand, 1911